# Charitopes areolaris
Charitopes areolaris là một loài tò vò trong họ Ichneumonidae.